# Спойда, Мариан
Мариан Спойда (пол. Marian Spoida; 4 января 1901, Познань, Пруссия — 1940[…], Катынь, СССР) — польский футболист (полузащитник) и тренер.

## Биография
По профессии был банковским служащим. Добровольцем участвовал в великопольском восстании и войне с большевиками. С 1916 по 1929 год выступал за познаньскую «Варту». В 1929 году выиграл вместе с командой чемпионат Польши. За сборную Польши в период с 1922 по 1928 год сыграл 14 матчей. Был членом олимпийской сборной на Летних Олимпийских играх в 1924 году.
После окончания карьеры игрока был клубным тренером. С 1931 работал в Польском футбольном союзе, был также ассистентом первого тренера (в том числе в легендарном матче с Бразилией во время чемпионата мира в 1938 году (5:6)). Один раз, 25 сентября 1938 года сам руководил сборной в матче с Латвией (команда уступила 1:2).
Принял участие в сентябрьской кампании, возможно в составе 6 Телеграфного батальона, как телеграфист. 25 сентября попал в советский плен. Был расстрелян в катынском лесу.